# Manon. Das hohe Lied der Liebe
Manon. Das hohe Lied der Liebe è un film muto del 1919 prodotto e diretto da Friedrich Zelnik.

## Produzione
Il film fu prodotto da Friedrich Zelnik per la Berliner Film-Manufaktur GmbH (Berlin).

## Distribuzione
Il film fu proiettato per la prima volta in Germania il 27 giugno 1919.